# Europees kampioenschap voetbal onder 16 - 1991 (kwalificatie)
Het kwalificatietoernooi voor het Europees kampioenschap voetbal onder 16 voor mannen van 1991 was een toernooi dat duurde van 30 augustus 1990 tot en met 28 maart 1991. Dit toernooi zou bepalen welke 15 landen zich kwalificeerden voor het Europees kampioenschap voetbal mannen onder 16 van 1991. 
Zwitserland hoefde niet aan dit toernooi mee te doen, omdat dit land als gastland direct gekwalificeerd is voor het hoofdtoernooi.

## Gekwalificeerde landen
| Land        | Gekwalificeerd als           | Aantal deelnames |
| ----------- | ---------------------------- | ---------------- |
| Zwitserland | Gastland                     | 3e               |
| Griekenland | Winnaar kwalificatiegroep 1  | 5e               |
| Joegoslavië | Winnaar kwalificatiegroep 2  | 8e               |
| Roemenië    | Winnaar kwalificatiegroep 3  | 4e               |
| Spanje      | Winnaar kwalificatiegroep 4  | 6e               |
| Bulgarije   | Winnaar kwalificatiegroep 5  | 4e               |
| Frankrijk   | Winnaar kwalificatiegroep 6  | 7e               |
| Finland     | Winnaar kwalificatiegroep 7  | 3e               |
| IJsland     | Winnaar kwalificatiegroep 8  | 2e               |
| Zweden      | Winnaar kwalificatiegroep 9  | 5e               |
| Duitsland   | Winnaar kwalificatiegroep 10 | 7e               |
| Portugal    | Winnaar kwalificatiegroep 11 | 7e               |
| Oostenrijk  | Winnaar kwalificatiegroep 12 | 5e               |
| Polen       | Winnaar kwalificatiegroep 13 | 2e               |
| Denemarken  | Winnaar kwalificatiegroep 14 | 5e               |
| Sovjet-Unie | Winnaar kwalificatiegroep 15 | 6e               |

## Kwalificatieronde

### Groep 1
De wedstrijden werden gespeeld op 23 februari en 23 maart 1991.
| Pos | Team        | Wed | W | G | V | Ptn | DV | DT | +/− | Kwalificatie                      |  | GRE | TUR |
| --- | ----------- | --- | - | - | - | --- | -- | -- | --- | --------------------------------- |  | --- | --- |
| 1   | Griekenland | 2   | 1 | 1 | 0 | 3   | 3  | 1  | +2  | Geplaatst voor het hoofdtoernooi. |  | —   | 1–1 |
| 2   | Turkije     | 2   | 0 | 1 | 1 | 1   | 1  | 3  | −2  |                                   |  | 0–2 | —   |

### Groep 2
De wedstrijden werden gespeeld op 13 en 28 maart 1991.
| Pos | Team        | Wed | W | G | V | Ptn | DV | DT | +/− | Kwalificatie                      |  | YUG | CYP |
| --- | ----------- | --- | - | - | - | --- | -- | -- | --- | --------------------------------- |  | --- | --- |
| 1   | Joegoslavië | 2   | 2 | 0 | 0 | 4   | 6  | 1  | +5  | Geplaatst voor het hoofdtoernooi. |  | —   | 1–0 |
| 2   | Cyprus      | 2   | 0 | 0 | 2 | 0   | 1  | 6  | −5  |                                   |  | 1–5 | —   |

### Groep 3
De wedstrijden werden gespeeld op 14 november 1990 en 20 maart 1991
| Pos | Team              | Wed | W | G | V | Ptn | DV | DT | +/− | Kwalificatie                      |  | ROU | TCH |
| --- | ----------------- | --- | - | - | - | --- | -- | -- | --- | --------------------------------- |  | --- | --- |
| 1   | Roemenië          | 2   | 1 | 0 | 1 | 2   | 3  | 2  | +1  | Geplaatst voor het hoofdtoernooi. |  | —   | 2–0 |
| 2   | Tsjecho-Slowakije | 2   | 1 | 0 | 1 | 2   | 2  | 3  | −1  |                                   |  | 2–1 | —   |

### Groep 4
De wedstrijden werden gespeeld op 8 november 1990 en 21 maart 1991
| Pos | Team   | Wed | W | G | V | Ptn | DV | DT | +/− | Kwalificatie                      |  | ESP | MLT |
| --- | ------ | --- | - | - | - | --- | -- | -- | --- | --------------------------------- |  | --- | --- |
| 1   | Spanje | 2   | 1 | 1 | 0 | 3   | 6  | 1  | +5  | Geplaatst voor het hoofdtoernooi. |  | —   | 5–0 |
| 2   | Malta  | 2   | 0 | 1 | 1 | 1   | 1  | 6  | −5  |                                   |  | 1–1 | —   |

### Groep 5
De wedstrijden werden gespeeld op 6 en 20 maart 1991.
| Pos | Team      | Wed | W | G | V | Ptn | DV | DT | +/− | Kwalificatie                      |  | BUL | ALB |
| --- | --------- | --- | - | - | - | --- | -- | -- | --- | --------------------------------- |  | --- | --- |
| 1   | Bulgarije | 2   | 2 | 0 | 0 | 4   | 3  | 1  | +2  | Geplaatst voor het hoofdtoernooi. |  | —   | 1–0 |
| 2   | Albanië   | 2   | 0 | 0 | 2 | 0   | 1  | 3  | −2  |                                   |  | 1–2 | —   |

### Groep 6
De wedstrijden werden gespeeld op 24 november 1990 en 6 maart 1991.
| Pos | Team          | Wed | W | G | V | Ptn | DV | DT | +/− | Kwalificatie                      |  | FRA | LIE |
| --- | ------------- | --- | - | - | - | --- | -- | -- | --- | --------------------------------- |  | --- | --- |
| 1   | Frankrijk     | 2   | 2 | 0 | 0 | 4   | 12 | 1  | +11 | Geplaatst voor het hoofdtoernooi. |  | —   | 5–0 |
| 2   | Liechtenstein | 2   | 0 | 0 | 2 | 0   | 1  | 12 | −11 |                                   |  | 1–7 | —   |

### Groep 7
De wedstrijden werden gespeeld op 2 en 24 oktober 1990.
| Pos | Team    | Wed | W | G | V | Ptn | DV | DT | +/− | Kwalificatie                      |  | FIN | BEL |
| --- | ------- | --- | - | - | - | --- | -- | -- | --- | --------------------------------- |  | --- | --- |
| 1   | Finland | 2   | 1 | 1 | 0 | 3   | 4  | 1  | +3  | Geplaatst voor het hoofdtoernooi. |  | —   | 4–1 |
| 2   | België  | 2   | 0 | 1 | 1 | 1   | 1  | 4  | −3  |                                   |  | 0–0 | —   |

### Groep 8
De wedstrijden werden gespeeld op 30 augustus en 24 september 1990.
| Pos | Team    | Wed | W | G | V | Ptn | DV | DT | +/− | Kwalificatie                      |  | ISL | WAL |
| --- | ------- | --- | - | - | - | --- | -- | -- | --- | --------------------------------- |  | --- | --- |
| 1   | IJsland | 2   | 1 | 0 | 1 | 2   | 6  | 1  | +5  | Geplaatst voor het hoofdtoernooi. |  | —   | 6–0 |
| 2   | Wales   | 2   | 1 | 0 | 1 | 2   | 1  | 6  | −5  |                                   |  | 1–0 | —   |

### Groep 9
De wedstrijden werden gespeeld op 24 oktober 1990 en 27 maart 1991.
| Pos | Team      | Wed | W | G | V | Ptn | DV | DT | +/− | Kwalificatie                      |  | SWE | LUX |
| --- | --------- | --- | - | - | - | --- | -- | -- | --- | --------------------------------- |  | --- | --- |
| 1   | Zweden    | 2   | 1 | 1 | 0 | 3   | 5  | 1  | +4  | Geplaatst voor het hoofdtoernooi. |  | —   | 4–0 |
| 2   | Luxemburg | 2   | 0 | 1 | 1 | 1   | 1  | 5  | −4  |                                   |  | 1–1 | —   |

### Groep 10
De wedstrijden werden gespeeld op 14 en 27 maart 1991.
| Pos | Team          | Wed | W | G | V | Ptn | DV | DT | +/− | Kwalificatie                      |  | GER | NIR |
| --- | ------------- | --- | - | - | - | --- | -- | -- | --- | --------------------------------- |  | --- | --- |
| 1   | Duitsland     | 2   | 2 | 0 | 0 | 4   | 4  | 0  | +4  | Geplaatst voor het hoofdtoernooi. |  | —   | 3–0 |
| 2   | Noord-Ierland | 2   | 0 | 0 | 2 | 0   | 0  | 4  | −4  |                                   |  | 0–1 | —   |

### Groep 11
De wedstrijden werden gespeeld op 14 november 1990 en 20 maart 1991.
| Pos | Team     | Wed | W | G | V | Ptn | DV | DT | +/− | Kwalificatie                      |  | POR | ITA |
| --- | -------- | --- | - | - | - | --- | -- | -- | --- | --------------------------------- |  | --- | --- |
| 1   | Portugal | 2   | 0 | 2 | 0 | 2   | 0  | 0  | 0   | Geplaatst voor het hoofdtoernooi. |  | —   | 0–0 |
| 2   | Italië   | 2   | 0 | 2 | 0 | 2   | 0  | 0  | 0   |                                   |  | 0–0 | —   |

### Groep 12
De wedstrijden werden gespeeld op 7 en 28 november 1990.
| Pos | Team       | Wed | W | G | V | Ptn | DV | DT | +/− | Kwalificatie                      |  | AUT | NED |
| --- | ---------- | --- | - | - | - | --- | -- | -- | --- | --------------------------------- |  | --- | --- |
| 1   | Oostenrijk | 2   | 1 | 1 | 0 | 3   | 2  | 1  | +1  | Geplaatst voor het hoofdtoernooi. |  | —   | 1–1 |
| 2   | Nederland  | 2   | 0 | 1 | 1 | 1   | 1  | 2  | −1  |                                   |  | 0–1 | —   |

### Groep 13
De wedstrijden werden gespeeld op 23 oktober en 27 november 1990.
| Pos | Team      | Wed | W | G | V | Ptn | DV | DT | +/− | Kwalificatie                      |  | POL | SCO |
| --- | --------- | --- | - | - | - | --- | -- | -- | --- | --------------------------------- |  | --- | --- |
| 1   | Polen     | 2   | 2 | 0 | 0 | 4   | 5  | 0  | +5  | Geplaatst voor het hoofdtoernooi. |  | —   | 4–0 |
| 2   | Schotland | 2   | 0 | 0 | 2 | 0   | 0  | 5  | −5  |                                   |  | 0–1 | —   |

### Groep 14
De wedstrijden werden gespeeld tussen 3 oktober 1990 en 18 maart 1991.
| Pos | Team       | Wed | W | G | V | Ptn | DV | DT | +/− | Kwalificatie                      |     | DEN | IRL | NOR |
| --- | ---------- | --- | - | - | - | --- | -- | -- | --- | --------------------------------- | --- | --- | --- | --- |
| 1   | Denemarken | 4   | 4 | 0 | 0 | 8   | 10 | 3  | +7  | Geplaatst voor het hoofdtoernooi. |     | —   | 1–0 | 3–0 |
| 2   | Ierland    | 4   | 1 | 1 | 2 | 3   | 4  | 5  | −1  |                                   |     | 2–3 | —   | 1–0 |
| 3   | Noorwegen  | 4   | 0 | 1 | 3 | 1   | 2  | 8  | −6  |                                   | 1–3 | 1–1 | —   |     |

### Groep 15
De wedstrijden werden gespeeld tussen 19 september 1990 en 20 maart 1991.
| Pos | Team        | Wed | W | G | V | Ptn | DV | DT | +/− | Kwalificatie                      |     | URS | ISR | HUN |
| --- | ----------- | --- | - | - | - | --- | -- | -- | --- | --------------------------------- | --- | --- | --- | --- |
| 1   | Sovjet-Unie | 4   | 2 | 2 | 0 | 6   | 5  | 3  | +2  | Geplaatst voor het hoofdtoernooi. |     | —   | 1–1 | 2–1 |
| 2   | Israël      | 4   | 2 | 1 | 1 | 5   | 3  | 2  | +1  |                                   |     | 0–1 | —   | 1–0 |
| 3   | Hongarije   | 4   | 0 | 1 | 3 | 1   | 2  | 5  | −3  |                                   | 1–1 | 0–1 | —   |     |

Jeugd-EK's: onder 21 · onder 19       Jeugd-WK's: onder 20 · onder 17